# Памятник Юрию Гагарину (Байконур)
Па́мятник Ю́рию Гага́рину — одна из основных достопримечательностей города Байконура. Установлен в сквере между Домом связи и зданием городской администрации. Торжественно открыт 12 апреля 1984 года.
Посвящён Юрию Алексеевичу Гагарину — первому человеку в мировой истории, совершившему полёт в космическое пространство.
Памятник является обязательным местом для посещения космонавтами, в период подготовки их к пилотируемым космическим полётам.

## Описание
Автор проекта памятника — скульптор Олег Песоцкий.
Памятник представляет собой улыбчивую фигуру космонавта с устремлёнными вверх руками.
Высота фигуры — шесть метров. Фигура выполнена заливкой цемента в гипсовые формы, после отполирована.
По первоначальной задумке автора над Гагарином предполагалось разместить летящих голубей, изготовленных из листового кованого металла. Это было бы символично и зрительно обогащало бы композицию. Однако учитывая экономию времени и ограниченные возможности для изготовления скульптуры, от задумки пришлось отказаться.
Скульптура примечательна тем, что во время восхода или заката можно сфотографировать между рук Гагарина солнце, а ночью — луну. Создается оптическое ощущение, что космонавт держит их над головой как шар.

## История
В 1982 году, на обеде у начальника полигона генерал-лейтенанта Ю. Н. Сергунина, обсуждался вопрос о памятниках и обелисках полигона.
Космонавт Г. С. Титов, занимавший тогда должность первого заместителя начальника УНКС МО СССР, задал Сергунину вопрос — «Почему на полигоне до сих пор нет памятника Ю. А. Гагарину?», на что получил ответ, что бюст ему уже установлен на 2-й площадке, а памятник должны сделать именитые скульпторы, и что сегодня для этого нет денег.
Тем не менее, задача была поставлена, и в условиях бюджетного дефицита было принято решение провести конкурс на эскиз памятника.
Осенью 1983 года была создана комиссия из представителей архитектурно-художественного совета Федерации космонавтики СССР.
Каково же было удивление командования полигона, когда было оглашено решение комиссии — утверждён эскиз скульптуры, разработанный младшим сержантом Олегом Песоцким, проходившим в то время срочную службу на полигоне, при школе младших специалистов.
Перед службой в армии Олег закончил художественно-графический факультет Новосибирского пединститута. Когда узнал о том, что в городе собираются своими силами создать памятник Ю. А. Гагарину, предложил комсомольскому бюро части, направить его для участия в этой работе.
Олег показал наброски своих вариантов комиссии. Их одобрили. Создали ему условия для работы.
Куратором этого проекта стал лектор политического отдела полигона подполковник В. Ф. Шаповалов. Он и командир войсковой части 14315 полковник А. В. Усов помогли Песоцкому достать и привезти глину, гипс, мрамор, выделили помощников. Сроки создания памятника были жесткими. 12 апреля 1984 года памятник должен был быть открыт.
Когда Герман Титов увидел памятник и убедился, что проект может стать реальностью, он много сделал лично для того, чтобы памятник состоялся.
Как полагается, вначале Песоцким из пластилина была создана уменьшенная копия. Для модели отобрали атлетически сложенного рядового Игоря Филиппова, который был выделен Олегу в качестве помощника.
После утверждения проекта начинающий скульптор изготовил памятник в натуральном масштабе из глины. Глиняную модель залили гипсом, а затем распилили. Гипсовые заготовки устанавливали на постамент, заливали раствором цемента, ждали затвердевания и ставили следующий фрагмент.

Общий вид композиции

Когда фигура космонавта была отлита, началась отделка. Были убраны швы, раковины, шероховатости.
По первоначальной задумке автор планировал включить в композицию летящих над Гагарином голубей, изготовленных из листового кованого металла. Это было бы символично и зрительно обогащало бы композицию. Однако учитывая экономию времени и ограниченные возможности для изготовления скульптуры, от задумки пришлось отказаться. С тех пор Юрий Гагарин словно обнимает весь мир.
Памятник космонавту номер один был выполнен и открыт в срок.
Перед открытием памятника, 9 марта 1984 года, в день рождения Ю. А. Гагарина, Г. С. Титов, вместе с начальником полигона генерал-лейтенантом Ю. А. Жуковым и полковником Б. С. Чекуновым ездили в город Гагарин поздравлять мать космонавта — Анну Тимофеевну и подарили ей альбом с фотографиями Ю. А. Гагарина, которые были сделаны в разные годы на космодроме. В альбоме была и фотография памятника Ю. А. Гагарину на Байконуре. Со слов Б. С. Чекунова, Анне Тимофеевне памятник понравился. Она долго смотрела на фотографию и заметила, что сын похож.